# 7435 Sagamihara
7435 Sagamihara (1994 CZ1) là một tiểu hành tinh vành đai chính được phát hiện ngày 8 tháng 2 năm 1994 bởi K. Endate và K. Watanabe ở Kitami.